# Мадеро, Франсиско Игнасио
Франси́ско Игна́сио Маде́ро Гонса́лес (исп. Francisco Ignacio Madero González, по другим данным Франсиско Индале́сио Мадеро Гонсалес, 30 октября 1873, Паррас-де-ла-Фуэнте, штат Коауила — 22 февраля 1913, Мехико) — мексиканский государственный и политический деятель либерального толка. Президент Мексики с 6 ноября 1911 по 19 февраля 1913 года во время Мексиканской революции.

## Биография
Франсиско Мадеро родился в семье крупного землевладельца; семья Мадеро была одной из самых богатых в Мексике. Учился в иезуитском коллегиуме, а затем за рубежом — в Балтиморе, Версале и Калифорнийском университете в Беркли. С 1904 года оказался вовлечён в политику, показав себя противником диктатуры Порфирио Диаса. В 1908 году организовал Антиреэлексионистскую партию, выступавшую против переизбраний Диаса.
Был одним из кандидатов на президентских выборах 1910 года, но во время выборов Мадеро и 5000 его сторонников были арестованы. Совершив побег из тюрьмы, Мадеро прибыл в Сан-Антонио (Техас), где объявил результаты выборов недействительными и призвал народ Мексики к восстанию, начало которого было намечено на 20 ноября 1910 года (план «Сан-Луис-Потоси»). В феврале 1911 года Мадеро примкнул к революционному отряду Панчо Вильи в штате Чиуауа. 
В мае 1911 года Диас был свергнут, а 6 ноября 1911 года президентом страны стал Мадеро. Хотя он провёл несколько важных реформ (например, санкционировал создание близкого к анархо-синдикализму Дома рабочих мира), проводимая им на посту президента умеренно-либеральная политика привела к разногласиям между Мадеро и его бывшими союзниками — более радикальными революционерами, такими, как Эмилиано Сапата. В итоге эти распри сделали и умеренных, и радикальных революционеров лёгкой добычей консервативных реакционеров.
18 февраля 1913 года генерал Викториано Уэрта совершил переворот, в ходе которого Мадеро и вице-президент Суарес были отстранены от власти и через четыре дня застрелены по дороге в тюрьму.

#### Мадеро в культуре
Мадеро и его семья, особенно брат Густаво, подробно описаны как герои-идеалисты в романе Кормака Маккарти 1992 года «Кони, кони», удостоенном Национальной книжной премии.